# マディソン・スマート・ベル
マディソン・スマート・ベル（Madison Smartt Bell, 1957年8月1日 - 、テネシー州ナッシュビル生まれ）は、アメリカの小説家。複数の初期小説で作家として名前を確立したが、トゥーサン・ルーヴェルチュールとハイチ革命について1995年から2004年に出版された三部作の作品で特に知られている。